# Jan Szkop
Jan Szkop, pseudonim „Socha” (ur. 17 lutego 1906 w Brzozowie, zm. 18 kwietnia 1979) – polski działacz państwowy i partyjny, dziennikarz i nauczyciel, poseł na Sejm I kadencji (1952–1956), podsekretarz stanu w Ministerstwie Oświaty (1959–1966) oraz Ministerstwie Oświaty i Szkolnictwa Wyższego (1966–1969).

## Życiorys
Syn rolnika Antoniego i Tekli z Sarnowskich. W 1925 zdał maturę w Państwowym Gimnazjum im. Bolesława Prusa w Siedlcach, odbył kursy metodyczno-pedagogiczny w Białymstoku i oświaty pozaszkolnej w Warszawie. Od 1927 pracował jako nauczyciel w szkole w Podzitwie i kierownik szkoły powszechnej w Żyrmunach, następnie inspektor oświaty pozaszkolnej w Szczuczynie. W 1931 przeniósł się do Wilna, uczył w szkołach powszechnych nr 4, 10 i 16. W 1935 ukończył studia na Uniwersytecie Stefana Batorego w Wilnie z tytułem magistra filozofii (jako historyk); kształcił się też w Szkole Nauk Politycznych przy Instytucie Naukowo-Badawczym Europy Wschodniej. Działał w Akademickiej Młodzieży Ludowej i różnych organizacjach lewicowo-demokratycznych. Był prezesem Związku Młodzieży Wiejskiej RP „Wici” w województwie nowogródzkim i na Ziemi Wileńskiej, z jego ramienia wchodził w skład Centralnego Związku Młodej Wsi „Siew”. Zasiadał w lokalnych władzach Związku Nauczycielstwa Polskiego, organizował strajk nauczycielski w 1937.
Walczył w kampanii wrześniowej w 5 Pułku Piechoty Legionów, następnie powrócił do Wilna. Po zajęciu Wilna przez Niemców pracował jako robotnik drogowy i pomocnik młynarski. W okresie wojny prowadził tajną pracę oświatową na terenie województwa wileńskiego. Prowadził tajne nauczanie w szkole w Werenowie, organizował nauczanie w wielu okolicznych wsiach. Został zaprzysiężony w podziemnych strukturach Armii Krajowej. Pod pseudonimem „Socha” należał też do konspiracyjnego Stronnictwa Ludowego „Roch”, był prawdopodobnie zastępcą szefa organizacji w okręgu wileńskim. Kierował Tajną Organizacją Nauczycielską w powiecie lidzkim.
Po zajęciu Kresów przez Armię Czerwoną był od 1944 inspektorem szkolnym w Werenowie i dyrektorem progimnazjum w Solecznikach Wielkich. Pełnił funkcję szefa wydziału organizacyjnego (1945) i prezesa Zarządu Republikańskiego Związku Patriotów Polskich w Wilnie (od 1945–1946), a także zastępcy i pełnomocnika rządu ds. repatriacji/ewakuacji z Litewskiej Socjalistycznej Republiki Radzieckiej (od 1946). W sierpniu 1946 wstąpił do Stronnictwa Ludowego, pełnił funkcję wiceprezesa zarządu wojewódzkiego SL w Wilnie. W marcu 1948 powrócił do Polski. Od kwietnia 1948 do maja 1949 kierował Wydziałem Administracyjno-Samorządowym Naczelnego Komitetu Wykonawczego SL w Łodzi, następnie od marca do listopada 1949 kierował Wydziałem Oświaty, Kultury i Propagandy NKW. W listopadzie 1949 został przewodniczącym Komisji Propagandowej Centralnej Komisji Jedności Ruchu Ludowego. Po zjednoczeniu w ramach Zjednoczonego Stronnictwa Ludowego był członkiem Naczelnego Komitetu Wykonawczego (1949–1964), Rady Naczelnej (1949–1956) i Sekretariatu Generalnego (1949–1956), kierownikiem Wydziału Propagandy, Prasy i Wydawnictw (1949–1950/9) oraz członkiem Sekretariatu Rady Naczelnej ZSL (1956–1959). W kadencji 1952–1956 poseł na Sejm PRL I kadencji z okręgu Chrzanów. Zajmował stanowisko podsekretarza stanu w Ministerstwie Oświaty (listopad 1959 – listopad 1956) oraz Ministerstwie Oświaty i Szkolnictwa Wyższego (listopad 1956 – styczeń 1969). W latach 60. i 70. wchodził w skład Naczelnego Komitetu i Głównej Komisji Rewizyjnej ZSL.
Pełnił funkcję redaktora naczelnego dziennika „Woli Ludu” (1950–1951), „Zielonego Sztandaru” (1951–1956) oraz „Roczników Dziejów Ruchu Ludowego” (1962–1972). Od 1956 do 1959 był zastępcą redaktora naczelnego redakcji wiejskiej w Polskim Radiu. Od 1950 do 1951 zastępca przewodniczącego Centralnej Komisji Wydawniczej LSW, a od 1958 do 1959 prezes Ludowej Spółdzielni Wydawniczej. Kierował także Związkiem Teatrów Amatorskich (1962–1963). Wchodził w skład prezydium Głównego Komitetu Kultury Fizycznej i Turystyki, zarządu głównego Ligi Obrony Kraju oraz rady naukowej Zakładu Historii Ruchu Ludowego. W latach 50. i 60. opublikował trzy sztuki teatralne.
Był żonaty z Białorusinką Nadzieją z domu Sawko, mieli dwóch synów Andrzeja i Mieczysława Konstantego. Pochowany na Cmentarzu Wojskowym na Powązkach.

## Odznaczenia
Odznaczony m.in. Orderem Sztandaru Pracy II klasy, Krzyżem Komandorskim Orderu Odrodzenia Polski, Złotym Krzyżem Zasługi, Złotą Odznaką ZNP i  Złotą Odznaką "Zasłużony Działacz LOK" (1967).